# Nagari Sipinang
Nagari Sipinang is een bestuurslaag in het regentschap Agam van de provincie West-Sumatra, Indonesië. Nagari Sipinang telt 810 inwoners (volkstelling 2010).